# Kult hyeny
Kult hyeny je sedmé studiové album české hudební skupiny Insania, které vyšlo 19. března 2010.

## Podrobnosti
Kritiky na album byly pozitivní. Oceňována byla originalita, stylová nezařaditelnost, chytlavost a humorně revoltující texty.

## Videoklipy
Pro album byl natočen videoklip k písni „Volný radikál“. Účinkuje v něm herec Miloš Černoušek (pseudonym Cyril Drozda).

## Seznam skladeb
Autor textů: Petr „Poly“ Pálenský, není-li uvedeno jinak, autor hudby: Insania.
| Pořadí         | Název                      | Autor              | Délka |
| -------------- | -------------------------- | ------------------ | ----- |
| 1.             | Peklo jsou ti druzí        |                    | 4:03  |
| 2.             | Čas nízkých pudů           |                    | 3:18  |
| 3.             | Pověsíme celebrity!        |                    | 3:28  |
| 4.             | Lajka se vrátila           |                    | 3:13  |
| 5.             | Je to zlý                  |                    | 3:46  |
| 6.             | Syčáci z foglarovek        |                    | 3:39  |
| 7.             | Volný radikál              |                    | 2:34  |
| 8.             | Charisma krysy             |                    | 3:38  |
| 9.             | Estetika bizarnosti        |                    | 3:34  |
| 10.            | Joe se rozhod poslat bombu |                    | 3:51  |
| 11.            | Potkan v hlavě             | text: Samir Hauser | 4:27  |
| 12.            | Písnička psaná na oprátce  |                    | 3:23  |
| Celková délka: | Celková délka:             | Celková délka:     | 43:05 |

### Datová stopa CD: remixy
| Pořadí | Název                                     | Délka |
| ------ | ----------------------------------------- | ----- |
| 13.    | Videoklip "Je mrtvá"                      |       |
| 14.    | Videoklip "Večer, kdy Freud zpíval basem" |       |
| 15.    | Videoklip "Volný radikál"                 |       |

### Bonus na LP
| Pořadí | Název     | Délka |
| ------ | --------- | ----- |
| 13.    | T1ME 30M3 |       |

## Obsazení
- Petr „Poly“ Pálenský – zpěv, rap, kytara
- Petr „Tudy“ Holubář – klávesy
- Radovan „Klíma“ Kříž – baskytara
- Rostislav „BlackDrum“ Mozga – bicí